# Jana Sinkewytsch

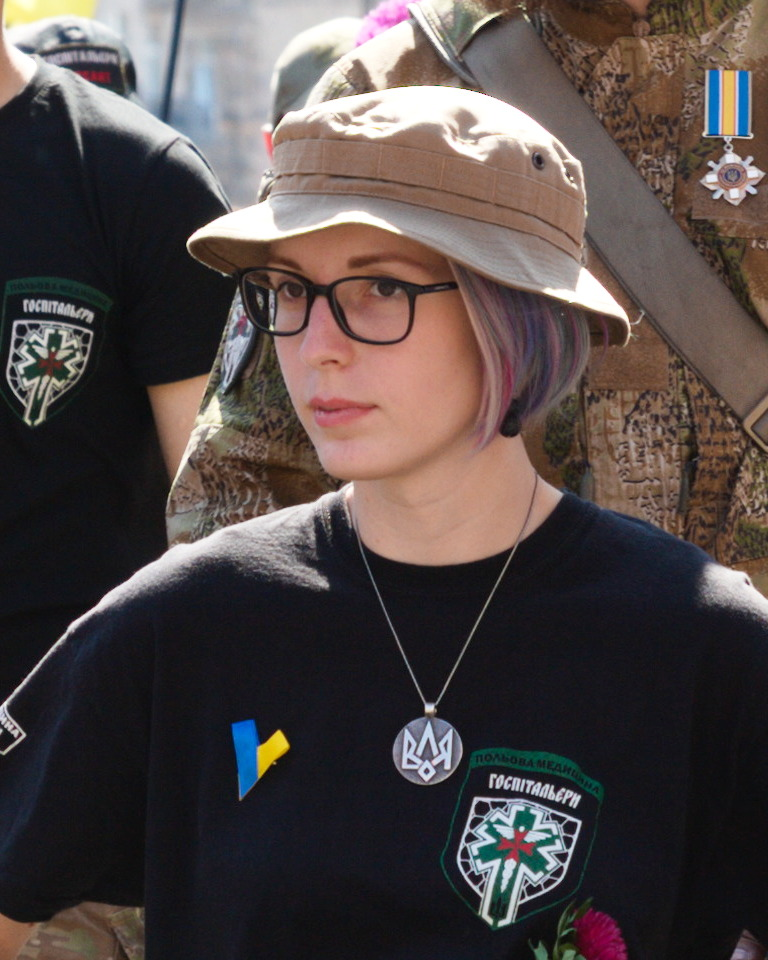
Jana Sinkewytsch beim Marsch der Verteidiger der Ukraine (ukrainisch Марш захисників України) während des ukrainischen Unabhängigkeitstages am 24. August 2019

Jana Wadymiwna Sinkewytsch (ukrainisch Я́на Вади́мівна Зінке́вич; * 2. Juli 1995 in Riwne, Ukraine) ist eine ukrainische Politikerin und freiwillige Sanitäterin. Als Kommandantin des Sanitätsbataillons Hospitaliter leitet sie seit dem Ausbruch des Russisch-Ukrainischen Krieges im Osten der Ukraine die medizinische Abteilung der Ukrainischen Freiwilligenarmee.
In der Zeit der „Antiterroroperation“ im Donbass Anfang 2014 evakuierte und rettete sie persönlich mehr als zweihundert ukrainische Soldaten von der Front.

## Biografie
Jana Sinkewytsch wurde am 2. Juli 1995 in der Stadt Riwne geboren und beendete dort die Schule.
2017 trat Sinkewytsch in die Staatliche Medizinische Akademie Dnipro ein.

## Politik
Bei den Parlamentswahlen im Juli 2019 wurde Sinkewytsch für die Liste der Europäischen Solidarität zur Volksabgeordneten gewählt. In der seit dem 29. August 2019 einberufenen Neunten Werchowna Rada leitet sie die neugebildete Kommission für Veteranen und ist Mitglied des Ausschusses für nationale Gesundheit, medizinische Versorgung und Krankenversicherung. Zudem übernahm sie den Vorsitz des Unterausschusses für Militärmedizin.
2020 trat sie der Parlamentariervereinigung „Humanes Land“ (ukrainisch «Гуманна країна» „Humanna kraina“) bei, die auf Initiative von UAnimals zur Förderung humanistischer Werte und dem Schutz vor Tierquälerei ins Leben gerufen wurde.

## Auszeichnungen und Ehrungen
Sinkewytsch wurde in der Ukraine mehrfach für ihren Einsatz ausgezeichnet, darunter:
- der Verdienstorden dritter Klasse (1. Dezember 2015) „für bedeutenden persönlichen Beitrag zum Staatsaufbau, zur sozioökonomischen, wissenschaftlich-technischen, kulturellen und bildungsbezogenen Entwicklung des ukrainischen Staates, beachtliche Arbeitsleistungen und langjährige gewissenhafte Arbeit“,[8]
- der Leonid-Kowaltschuk-Orden „für die Rettung des Lebens“ (16. März 2016) „für Heldentaten und Taten, die einem Menschen das Leben gerettet haben“,[9][10]
- der nichtstaatliche Orden „Volksheld der Ukraine“ (4. Juni 2015)[11] und
- die militärische Tapferkeitsmedaille (November–Dezember 2014) des Verteidigungsministeriums der Ukraine.[12]

Im März 2021 wurde Jana Sinkewytsch eine von 36 ukrainischen Frauen, deren Gesicht und Silhouette Teil der ukrainischen Barbie-Spielzeugpuppenserie „Barbie: Damen der Ukraine“ (ukrainisch «Barbie: Пані України» „Barbie: Pani Ukrainy“) wurden. Im Jahr 2022 wurde sie von der BBC in die Liste der 100 Women aufgenommen.

## Verkehrsunfall und Privatleben
Am 5. Dezember 2015 kam gegen 4 Uhr morgens auf der Strecke Dnipro–Donezk ein unzureichend gewartetes Fahrzeug des Sanitätsbataillons „Hospitaliter“ von der Fahrbahn ab und überschlug sich siebenmal. Im Fahrzeug befanden sich der Hospitaliter Maksym Korabljow am Steuer sowie Sinkewytsch auf dem Beifahrersitz. In der Folge dieses Verkehrsunfalls erlitt Sinkewytsch eine Fraktur der Wirbelsäule mit Querschnittslähmung, eine Rippenfraktur, einen Schlüsselbeinbruch sowie zahlreiche innere Verletzungen und wurde mehrere Monate stationär behandelt. Dies zog lebenslange Behinderungen nach sich, in Folge derer sie nun an einen Rollstuhl gebunden ist. Der Fahrer Korabljow erlitt keine lebensgefährlichen Verletzungen bei diesem Vorfall. Einige Monate später stellte er seiner damaligen Mitfahrerin einen live im ukrainischen Fernsehsender 1+1 übertragenen Heiratsantrag. Die Hochzeit fand am 27. Mai 2016 im Woronzow-Park in Dnipro statt, ihren Nachnamen behielt sie bei.

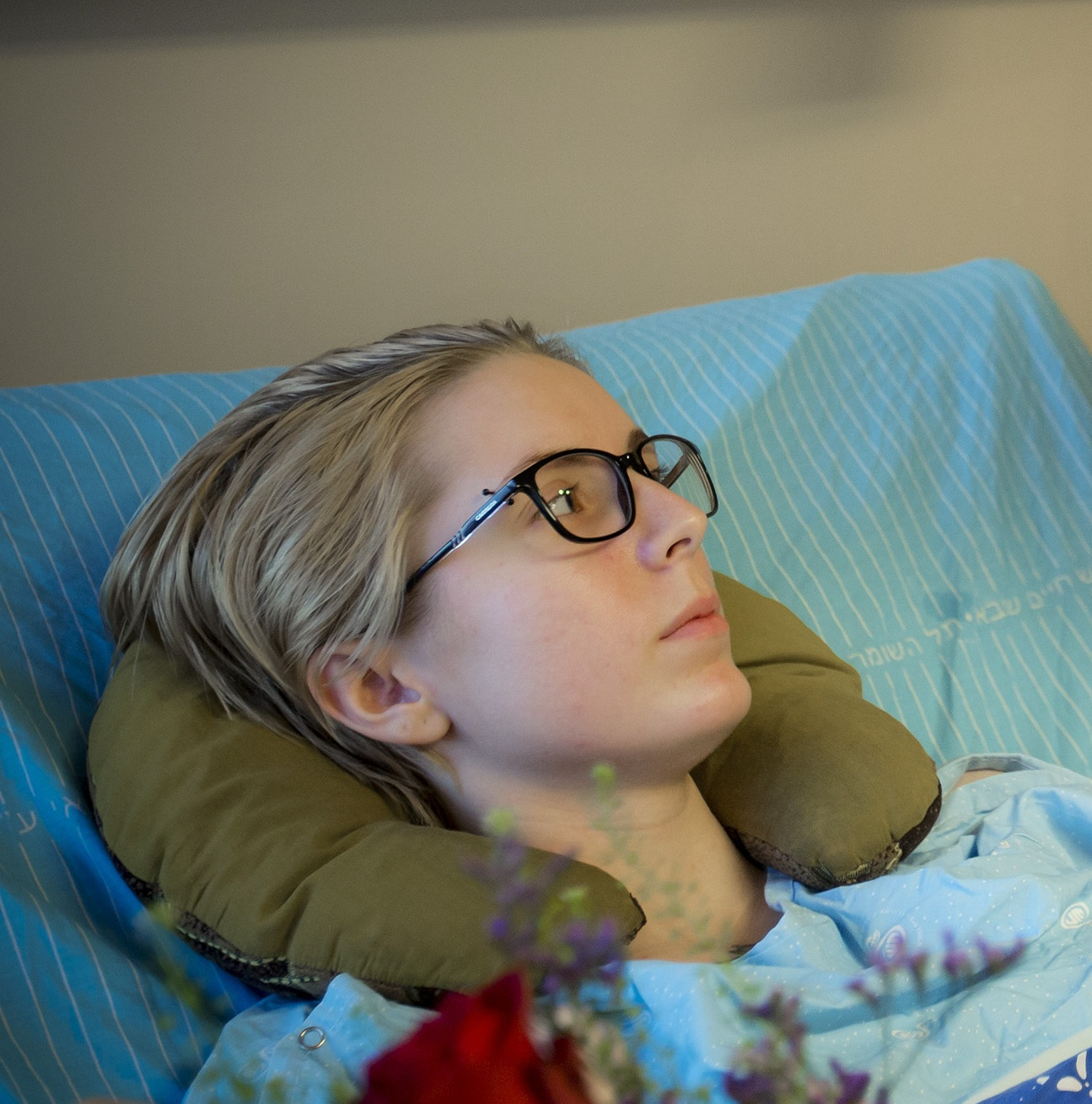
Sinkewytsch zur Zeit ihrer Behandlung nach ihrem Autounfall im Dezember 2015

Am 31. Oktober 2016 brachte Sinkewytsch ihre Tochter Bohdana zur Welt.
Seit Januar 2017 ist Sinkewytsch von ihrem Ehemann offiziell geschieden.